# بطری آبجو

مجموعه ای از بطری‌های آبجو

بطری آبجو (انگلیسی: Beer bottle) یک بطری است که برای نگهداری آبجو طراحی شده‌است. چنین طرح‌هایی از لحاظ ابعاد و شکل، تنوع بسیاری دارند، ولی به‌طور معمول رنگ شیشه، قهوه ای یا سبز است تا از فاسد شدن آبجو توسط نور، به ویژه پرتو فرابنفش بکاهد.
بیشترین موارد رایج در مراکز خرده فروشی برای جایگزینی ظروف شیشه ای آبجو، قوطی‌های نوشیندنی و بطری‌های آلومینیومی هستند؛ به‌طور معمول برای حجم‌های بزرگتر، بشکه‌های کوچک مورد استفاده قرار می‌گیرند.